# Мочищенский сельсовет
Мочищенский сельсовет — сельское поселение в Новосибирском районе Новосибирской области Российской Федерации.
Административный центр — дачный посёлок Мочище.

## История
Статус и границы сельского поселения установлены Законом Новосибирской области от 2 июня 2004 года № 200-ОЗ «О статусе и границах муниципальных образований Новосибирской области»

## Население
| 2002  | 2010  | 2012  | 2013  | 2014  | 2015  | 2016  |
| ----- | ----- | ----- | ----- | ----- | ----- | ----- |
| 2987  | ↗3929 | ↗3975 | ↗4064 | ↘4044 | ↗4144 | ↗4452 |
| 2017  | 2018  | 2019  | 2020  | 2021  |       |       |
| ↗4616 | ↗4898 | ↗5215 | ↗5788 | ↗5971 |       |       |

## Состав сельского поселения
| № | Населённый пункт | Тип населённого пункта                 | Население |
| - | ---------------- | -------------------------------------- | --------- |
| 1 | Мочище           | дачный посёлок, административный центр | ↗3346     |
| 2 | Озёрный          | посёлок                                | ↗893      |